# Ай-ай
Ай-ай (Daubentonia madagascariensis), наричан още мадагаскарска ръконожка, е полумаймуна единствен съвременен представител на инфраразред Ръконожкоподобни (Chiromyiformes) и монотипичното семейство Ръконожки (Daubentoniidae).

## Физическа характеристика
Преди години смятали ръконожката за гризач от семейство Загеви. Едва през 1860 г. станало ясно, че ай-ай всъщност е тясно специализиран вид лемур. Тялото му е дълго около 40 cm, а опашката 60 cm. Интересен при него е третият пръст на предните лапи. Той е силно удължен и тънък, като изсъхнал. Предназначението му е универсално, като на джобно ножче (откъдето идва името ръконожка); служи на ай-ай за лов на ларви, хранене, почистване и дори за пиене, като топва пръста си във водата, изважда го и бързо го облизва, после пак го топва, облизва и т.н. Друга особеност на ай-ай са зъбите му. Кучешки липсват, а четирите резци (по два отдолу и отгоре) са много добре развити, без корени и растат през целия му живот (като на гризач).

## Разпространение
Среща се само на о-в Мадагаскар. Едни от последните му убежища са били резерватите Марудзедзи и Носи Мангабе. Последният представлява малък остров, където видът е бил разселен от човека с цел запазването му.

## Начин на живот и поведение
Ай-ай обитава вечнозелените дъждовни гори на Мадагаскар. Среща се и в бамбукови гори и полета със захарна тръстика. Води нощен начин на живот. След като се събуди надвечер старателно почиства козината, ушите, очите и носа си с помощта на своята ръконожка и едва тогава поема през гората, обикновено в търсене на стари, проядени от корояди дървета. Именно тлъстите ларви на короядите са главният обект на неговите търсения. За да се добере до тях, ай-ай старателно обхожда дървото и потропвайки ритмично с пръст по кората го прослушва, насочил големите си, силно подвижни уши към стъблото. Щом някоя ларва шавне и издаде присъствието си, в действие влизат острите зъби, с които изгризва отвор, в който бръква с прословутия си пръст и измъква жертвата си. В менюто влизат също така яйца и малки пиленца, плодчета, орехи, месести листа и пъпки. Обича много плодовете на манговото дърво и кокосовата палма, а също сърцевината на бамбука и захарната тръстика.
Ай-ай е мълчаливо животно. Рядко издава звук, подобен на този, който се произвежда при триенето на две парчета метал. Когато е изплашен крещи: ррон-тзит, а не ай-ай, както мислели отначало. От хората не се страхува много и често, вместо да бяга, драска и хапе.
През деня ръконожката спи свита на кълбо, закрила очите си с ръце, завита с рунтавата си опашка. През февруари–март женската построява високо в короната на дърво гнездо, широко до 1,5 метър, в което ражда своето единствено малко.
Ай-ай понася нелошо живота на затворено. В Лондонския зоопарк един от тези лемури живял 19 години, а в Амстердамския – 23.

## Ай-ай в местната култура
Сред местните жители било разпространено вярването, че в ай-ай се преселват душите на умрелите им роднини и да убиеш ай-ай значело да си подпишеш смъртната присъда, която щяла да влезе в сила до половин година. Според друго поверие ако човек заспи в гората и ай-ай го види и му направи възглавница от клонки под главата, той ще стане богат, а ако му я пъхне под краката – скоро ще умре. Затова почитали животното и ако случайно попаднело в ловен капан, го освобождавали. Днес обаче не е така, защото го считат за предвестник на смъртта. Прогонват го и от кокосовите плантации, защото считат, че им пакости.

## Природозащитен статус
Понастоящем ай-ай фигурира в Червения списък на световнозастрашените видове на IUCN като потенциално застрашен вид . По-рано е бил на ръба на изчезването, като през 1967 г. на свобода са били останали не повече от петдесетина ай-ай и то само в североизточните крайбрежни джунгли на острова. Главна причина за намаляването му е изсичането на девствените гори на о-в Мадагаскар.
В югозападната част на Мадагаскар са намерени костни останки от друг, малко по-едър вид ръконожка, която е доживяла до холоцена и дори е изчезнала едва преди няколко столетия.